# Naduvattam
Naduvattam é uma panchayat (vila) no distrito de The Nilgiris, no estado indiano de Tamil Nadu.

## Geografia
Naduvattam está localizada a 11° 29′ N, 76° 34′ L. Tem uma altitude média de 1953 metros (6407 pés).

## Demografia
Segundo o censo de 2001,  Naduvattam  tinha uma população de 11,706 habitantes. Os indivíduos do sexo masculino constituem 51% da população e os do sexo feminino 49%. Naduvattam tem uma taxa de literacia de 64%, superior à média nacional de 59.5%: a literacia no sexo masculino é de 73% e no sexo feminino é de 55%. Em Naduvattam, 11% da população está abaixo dos 6 anos de idade.